# Conflict Zone
Conflict Zone (tên đầy đủ là Conflict Zone: Modern War Strategy) là trò chơi chiến lược thời gian thực lấy bối cảnh chiến tranh hư cấu trong tương lai do hãng MASA Group phát triển và Ubisoft phát hành cho các hệ máy Dreamcast, PlayStation 2 và Microsoft Windows.

## Cốt truyện
Vào đầu thế kỷ 21, phần lớn các quốc gia trên thế giới đã thành lập (ICP) (Lực lượng gìn giữ hòa bình quốc tế), một tổ chức chuyên mang lại hòa bình thế giới. Tuy nhiên, không phải tất cả các nước đều mong muốn được tham gia và những trở ngại trong việc nảy sinh các xung đột thông qua tổ chức GHOST. Một tổ chức bí mật, bảo đảm lợi ích kinh tế từ các thành viên của nó mà không có bất kỳ sự tham gia nào gắn liền đạo đức, GHOST không ngần ngại tạo ra những tình huống khủng hoảng với mục tiêu gây bất ổn cho trạng thái cân bằng trên toàn cầu và đe dọa đến tiến trình hòa bình của nhân loại, do đó cả thế giới giờ được chia làm hai phe bắt đầu lao vào một cuộc phân tranh đẫm máu với mục tiêu chính là xác lập thế lực của mỗi bên tham chiến.

## Cách chơi
Conflict Zone có hai mục chơi đơn và chơi mạng, chơi đơn chia thành hai phần là chiến dịch và trận chiến ngẫu nhiên, phần chiến dịch xoay quanh hai phe GHOST và ICP. Các màn chơi diễn ra tại các địa điểm và liên quan đến các cuộc xung đột hư cấu như nội chiến ở Ukraina, chiến tranh giữa Indonesia và Malaysia, Ấn Độ và Pakistan, Nigeria và Niger. Hầu hết các nhiệm vụ yêu cầu người chơi xây dựng căn cứ, mua quân và hoàn thành nhiệm vụ của từng màn. Những cư dân được đưa đến căn cứ của người chơi để kiếm được tiền từ tính năng tuyên truyền phổ biến, vì vậy thay vì phá hủy các trạm tiếp liệu giống như hầu hết các game cùng loại, người chơi phải giết các thường dân đang trú trong căn cứ của đối phương. Công trình xây dựng trong game gồm trại tị nạn/tuyển quân (trại tị nạn cho ICP, trại tuyển quân cho GHOST), nhà lính, nhà xe và các công trình hậu cần (có công dụng tăng tốc độ quân và thời gian huấn luyện/xây dựng công trình).
Điểm mới của Conflict Zone chính là việc sử dụng hình thức tuyên truyền đóng một vai trò quan trọng trong game: tức là hành động theo cách thức hướng sự chú ý của công chúng để chống lại mỗi bên tham chiến khiến mức độ của game càng khó thêm. Ngoài ra, cả hai phe ICP và GHOST đều có những ưu thế riêng biệt. ICP có nhiều đơn vị quân cải tiến hơn (lượng máu nhiều) nhưng số lượng đơn vị điều khiển ít (140 quân) hơn GHOST và các đơn vị quân của ICP giá cao hơn. Trong khi các đơn vị quân của GHOST lại rẻ hơn và có thể được tung ra chiến trường với số lượng lớn hơn (180 quân) nhưng công nghệ của họ trông kém hơn so với ICP (lượng máu ít). Mặc dù lấy bối cảnh thực tế, các đoạn cắt cảnh trong game có vẻ chế giễu, đượm nét hài hước đen tối.

## Đơn vị quân
Dưới đây là danh sách đầy đủ tất cả các đơn vị quân hiện hữu trong Conflict Zone: Modern War Strategy. 

### Bộ binh
- Marine (ICP) (Lính thủy đánh bộ)
- Soldier (GHOST) (Binh sĩ)
- Grenadier (cả hai) (Lính ném lựu đạn)
- Bazooka (cả hai) (Lính bazôka)
- Doctor (cả hai) (Bác sĩ)
- Cameraman (GHOST, dùng để tạo sự tuyên truyền) (Phóng viên nhiếp ảnh)
- Mine Clearing expert (ICP) (Chuyên gia dò mìn)
- Spy (cả hai) (Gián điệp)
- Mechanic (cả hai) (Thợ máy)
- Commando (cả hai) (Lính biệt kích)
- Soldier in civilian clothing (GHOST) (Lính mặc thường phục)
- Paratrooper (cả hai) (Lính nhảy dù)

Lính nhảy dù và lính mặc thường phục không có trong nhà lính. Lính nhảy dù chỉ có thể xuất hiện được bằng cách người chơi nhấn lệnh gọi trực thăng nhảy dù thả chúng ở một vị trí trên bản đồ, trong khi lính mặc thường phục chỉ có thể được lấy từ trại tuyển quân của GHOST (bằng cách đưa dân đến trại, họ sẽ được huấn luyện thành những đơn vị bộ binh khác nhau. Tuy nhiên người chơi không thể chọn loại đơn vị này mà chỉ được game lựa chọn ngẫu nhiên và thường xuyên, một người lính mặc thường phục sẽ ra khỏi trại). Lính mặc thường phục ăn vận như một thường dân. Vì vậy các đơn vị quân của ICP sẽ không khai hỏa cho đến khi người chơi quyết định tiếp cận chúng. Sau khi tiếp cận, chúng sẽ trở thành quân chính quy và không thể phục hồi trở lại hình dạng trước đây nữa.

### Cơ giới
- Reconnaissance Jeep (cả hai) (Jeep trinh sát)
- Tank (cả hai) (Tăng)
- Mobile Artillery (cả hai) (Pháo cơ động)
- Troop Transporter (cả hai) (Xe chở lính)
- Repair Truck (cả hai) (Xe tải sửa chữa)
- Mine Layer (GHOST) (Gài mìn)
- Fake Tank (cả hai) (Tăng giả)

Các xe được liệt kê ở trên đều có thể được mua từ nhà xe. Tuy nhiên, các xe được liệt kê dưới đây chỉ có thể được mua từ nhà xe nâng cao.
- Advanced Tank (cả hai) (Tăng cải tiến)
- Mobile Radar (cả hai) (Rađa cơ động)
- Radar Jammer (cả hai) (Rađa nhiễu âm)
- Missile Launcher (cả hai) (Xe phóng tên lửa)
- Mobile Anti Aircraft Defence (cả hai) (Xe phòng không cơ động)
- Fake Advanced Tank (cả hai) (Tăng cải tiến giả)
- Fake Mobile Anti Aircraft Defence (cả hai) (Xe phòng không cơ động giả)
- Fake Missile Launcher (cả hai) (Xe phóng tên lửa giả)

### Trực thăng
- Anti Tank Helicopter (cả hai) (Trực thăng chống tăng)
- Transport Helicopter (cả hai) (Trực thăng vận tải)
- Civilian Helicopter (cả hai) (Trực thăng dân sự)

### Đơn vị trung lập
Đơn vị trung lập là đơn vị mà người chơi không thể điều khiển được. Chúng có thể thực hiện một cuộc tấn công chống lại một mục tiêu do người chơi chỉ định, thả lính nhảy dù hoặc do thám một khu vực nhất định, nhưng một khi chúng làm những gì theo lệnh phải làm thì chúng sẽ rời khỏi chiến trường. Có những đơn vị trung lập khác luôn bên cạnh người chơi nhưng chúng chỉ làm những công việc riêng giống như trực thăng tù nhân (GHOST) và trực thăng cứu thương (ICP). 
- AWACS (ICP)
- Reconnaissance Drone (GHOST) (Máy bay do thám không người lái)
- Tactical Fighter (cả hai) (Chiến đấu cơ chiến thuật)
- Strategic Bomber (cả hai) (Máy bay ném bom chiến lược)
- Missile Launching Cruiser (ICP) (Tuần dương hạm phóng tên lửa)
- Nuclear Submarine (GHOST) (Tàu ngầm hạt nhân)
- Paratroop Helicopter (cả hai) (Trực thăng nhảy dù)
- Prisoner Helicopter (GHOST) (Trực thăng tù nhân)
- Ambulance Helicopter (ICP) (Trực thăng cứu thương)

Mặc dù cả hai phe ICP và GHOST có một số đơn vị như nhau, nhưng một vài đơn vị có diện mạo khác nhau. Ví dụ, hai bên đều có máy bay ném bom chiến lược, nhưng máy bay ném bom chiến lược của ICP là B-2 Spirit và tương ứng với B-52 Stratofortress của GHOST.